# Gotō (miasto)
Gotō (jap. 五島市 Gotō-shi) – miasto w Japonii, w archipelagu Gotō, należącym do prefektury Nagasaki. 
Miasto jako jednostka administracyjna (-shi) obejmuje 11 zamieszkałych i 52 niezamieszkane wyspy. Trzy główne wyspy należące do miasta to: Fukue, Hisaka i Naru.
W 2015 roku liczyło 37 327 mieszkańców. 
Wyspy są znane ze swojej historii związanej z chrześcijaństwem. Ze względu na oddalenie, były jednym z kilku obszarów w zachodniej Japonii, gdzie "ukryci chrześcijanie" osiedlali się podczas prześladowań i kontynuowali praktykowanie swojej wiary w tajemnicy przez ponad dwa stulecia. W 1873 roku zakaz został zniesiony i dziś jest wiele kościołów rozproszonych po wyspach. Cztery z nich zostały wpisane na listę światowego dziedzictwa UNESCO w lecie 2018 roku

## Galeria

Usytuowanie miasta Gotō w prefekturze Nagasaki
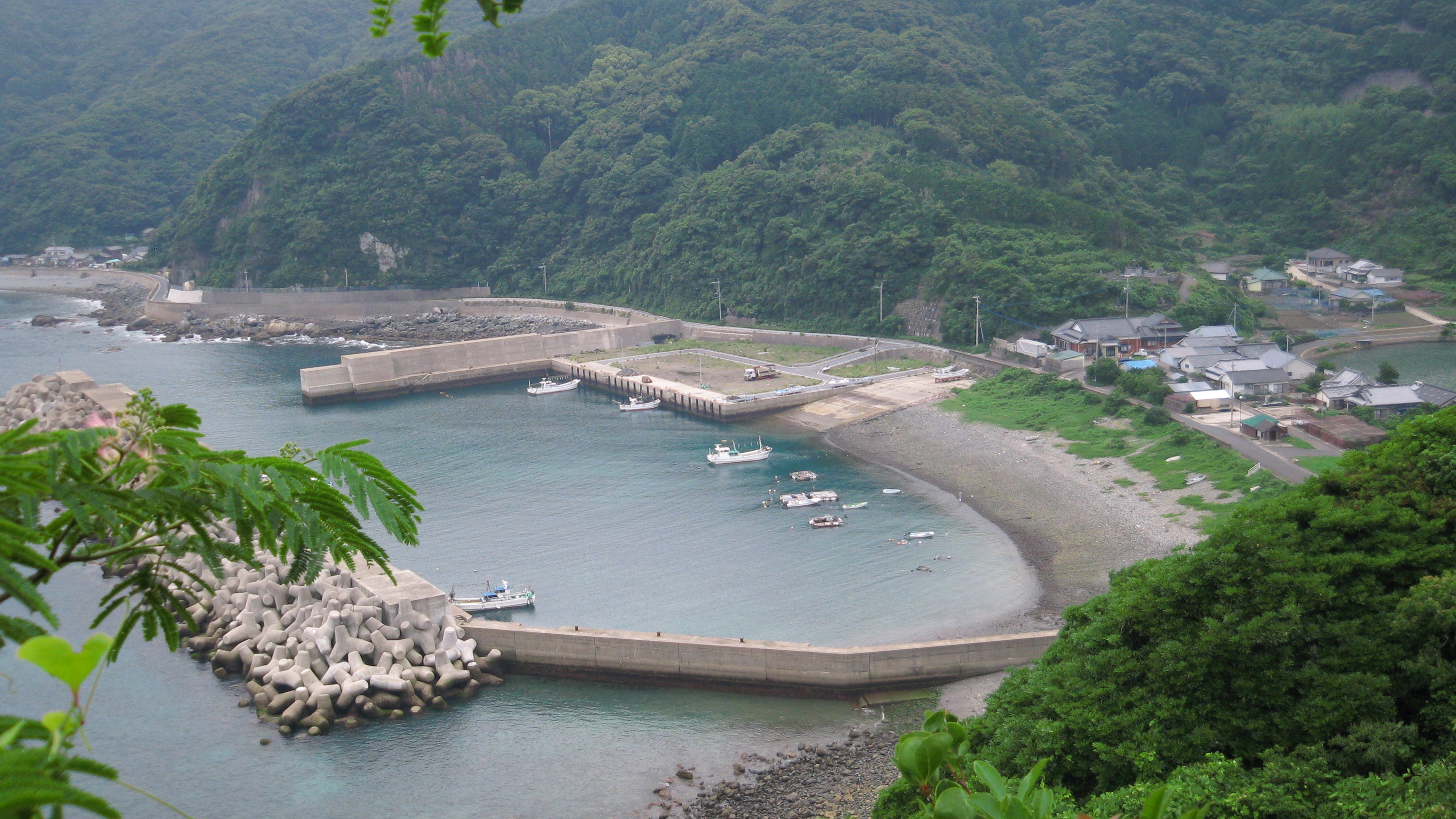
Wybrzeże wyspy Naru
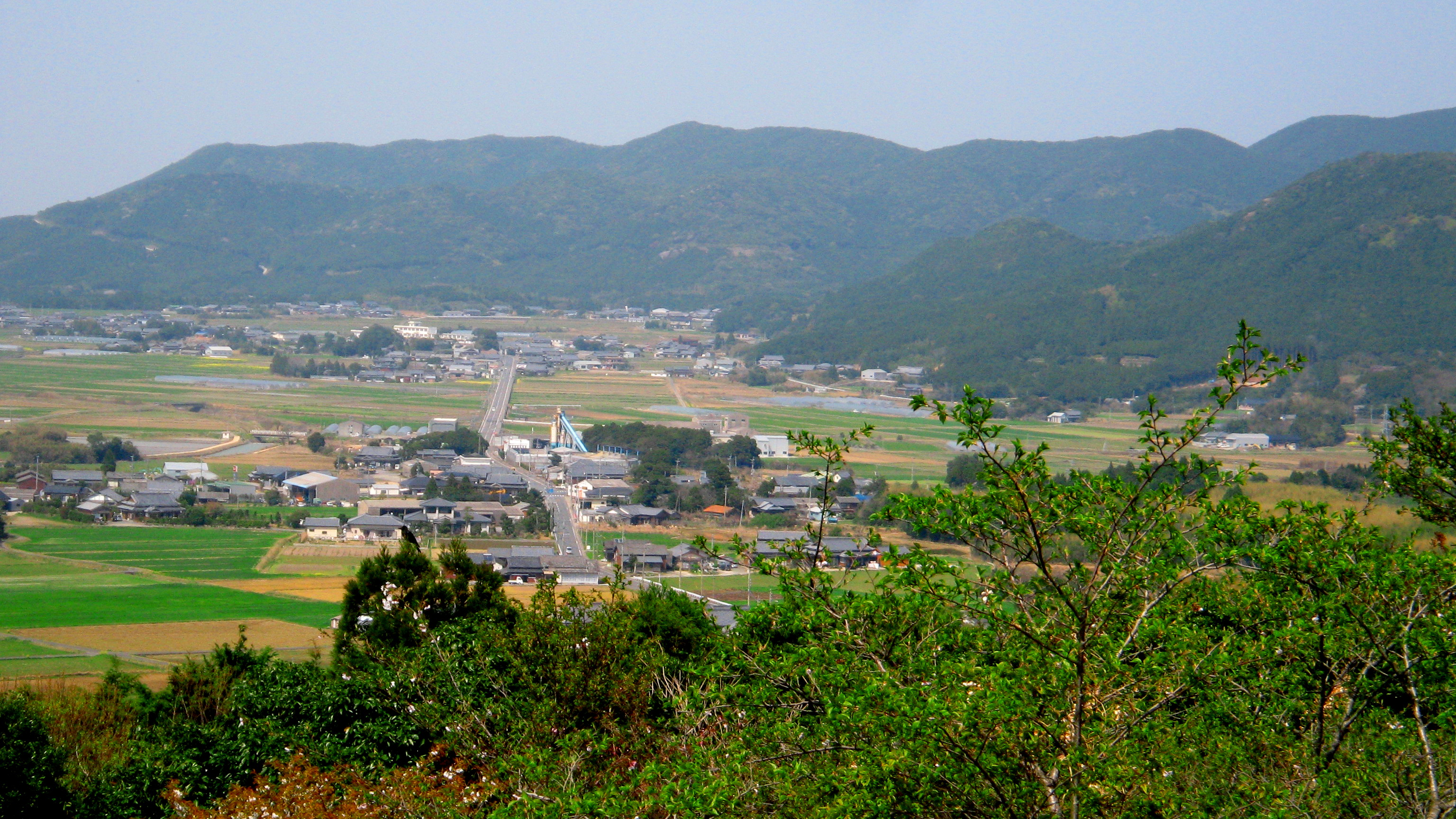
Kishiku-machi na wyspie Fukue
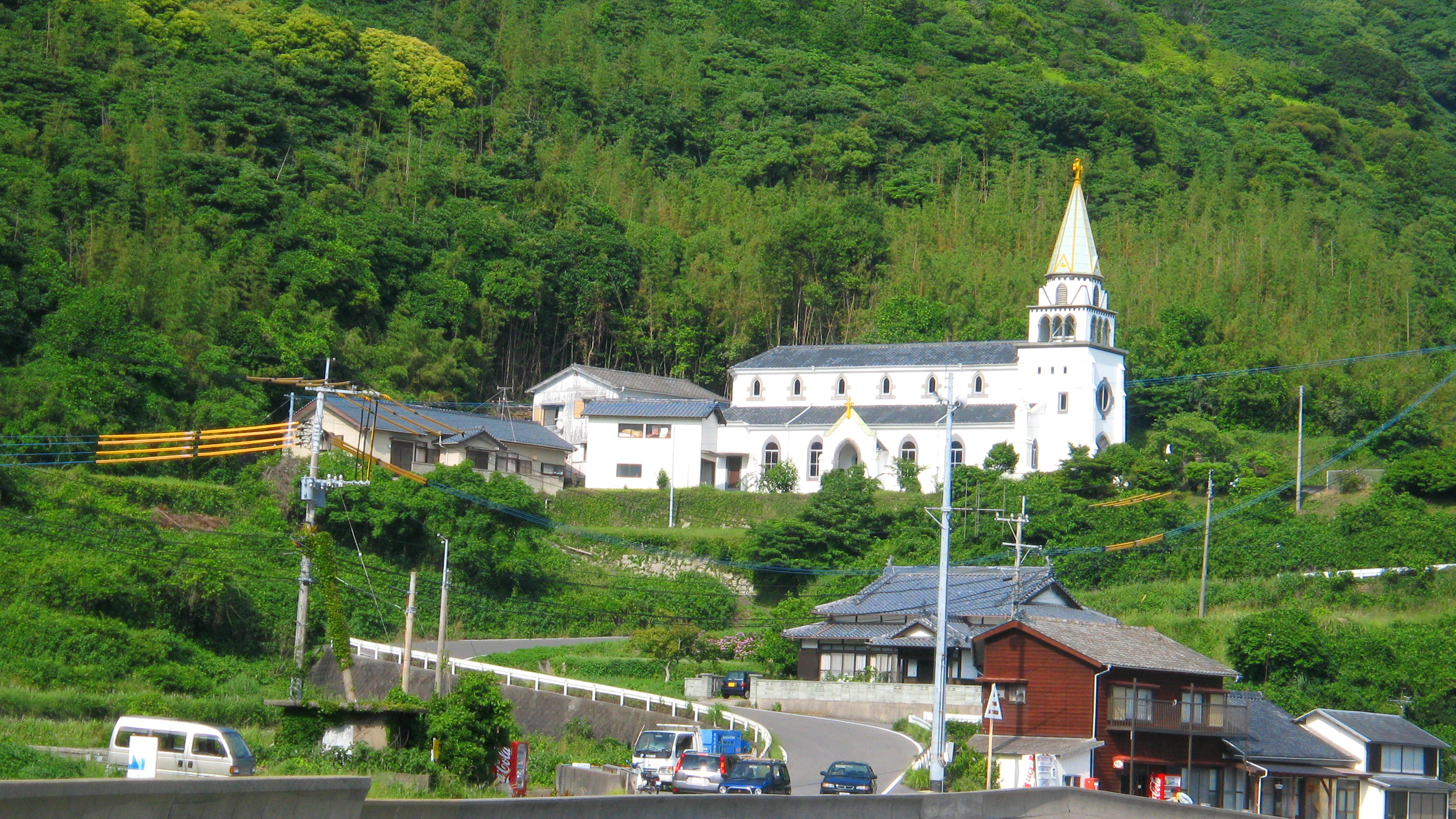
Kościół katolicki na wyspie Hisaka